# Alberto Gianquinto
Alberto Gianquinto (Venezia, 29 marzo 1929 – Jesolo, 17 maggio 2003) è stato un pittore italiano.

## Biografia
Originario di Paceco in provincia di Trapani, nasce il 29 marzo 1929 a Venezia e si laurea in Economia e Commercio a Ca' Foscari.
Nel 1954 espose alla Fondazione Bevilacqua la Masa vincendo il primo premio. Del 1957 è la sua prima personale, alla Galleria del Cavallino di Cardazzo. L'anno dopo vince nuovamente il primo premio della Bevilacqua la Masa. È stato invitato alla Biennale di Venezia nel 1956 e nel 1962 con un gruppo di opere e, nel 1978, con una sala personale. Ha fatto parte del gruppo "Il pro e il Contro", con i pittori Attardi, Calabria, Farulli, Guerreschi, Guccione e Vespignani e i critici d'arte Antonio Del Guercio, Dario Micacchi e Morosini. legato all'area del cosiddetto 'realismo esistenziale'.
È presente alla Quadriennale romana nel 1959, 1965, 1969 e 1987. 
Nel 1963 una sua opera viene esposta alla mostra Contemporary Italian Paintings, allestita in alcune città australiane. Nel 1963-64 espone alla mostra Peintures italiennes d'aujourd'hui, organizzata in medio oriente e in nordafrica.
Nel 1988 collabora con il pittore Natale Addamiano per la realizzazione di un progetto per il comune di Polcenigo. Nel 2005 è stato ricordato con una retrospettiva al Museo Correr. Nel 2012 è uscito un primo catalogo generale della sua opera. Nel 2017 viene ricordato con una mostra al Convento del Carmine di Marsala.